# Nadwiślański Obszar Chronionego Krajobrazu (województwo kujawsko-pomorskie)
Nadwiślański Obszar Chronionego Krajobrazu – obszar chronionego krajobrazu położony w północnej części województwa kujawsko-pomorskiego. Obecnie zajmuje powierzchnię 357,98 ha (wcześniej 1795 ha).

## Lokalizacja
Obszar znajduje się w powiecie świeckim, na terenie gmin Bukowiec, Pruszcz i Świecie.
Sąsiaduje z Nadwiślańskim Parkiem Krajobrazowym.
Pod względem fizycznogeograficznym jest położony na obszarze mezoregionu Wysoczyzna Świecka.

## Charakterystyka
Obszar Chronionego Krajobrazu obejmuje krawędź wysoczyzny opadającej ku Dolinie Dolnej Wisły. Rozcinają go liczne wąwozy o zboczach porośniętych lasami grądowymi. Dna wąwozów zajmują lasy z olchą czarną o charakterze łęgowym, rzadziej olsu. Skłony krawędzi są przeważnie odlesione i pokryte ziołoroślami oraz łąkami nawiązującymi do muraw ciepłolubnych.